# 红花变豆菜
红花变豆菜（学名：Sanicula rubriflora）为伞形科变豆菜属的植物。分布于朝鲜、蒙古、西伯利亚、日本以及中国大陆的辽宁、黑龙江、吉林、内蒙古等地，生长于海拔200米至470米的地区，多生长于阴湿、生长山间林下以及腐殖质较多的地方，目前尚未由人工引种栽培。